# USS Boston (1776)
De eerste USS Boston (1776) was een gondola (uitgerust met één mast, twee bovenliggende ra's en een boegspriet), gebouwd in Skenesborough (tegenwoordig Whitehall), New York, in 1776, met een bemanning van 45 man voor generaal Benedict Arnold's - kortstondige leven beschoren - vloot, op het Lake Champlain. Ze kreeg de naam van de stad Boston in Massachusetts.
Ze nam actief deel in de Slag bij Valcour Island, dat de Britse invasie ophield en vertraagde. Ze werd vermoedelijk eerder in dienst gesteld, in augustus 1776, met kapitein Sumner als bevelhebber.

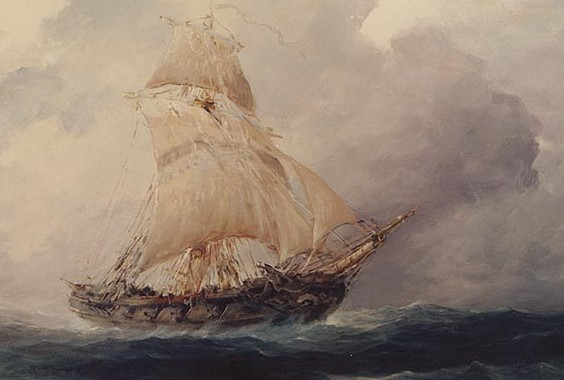
USS Boston (1776)

## Geschiedenis
In begin oktober, voerde ze noordwaarts met 14 andere zeilschepen van het Amerikaanse Smaldeel. Op 11 oktober 1776 ontmoette ze terdege het superieure Brits eskader nabij Valcour Island in de noordelijke uitgestrektheid van het Champlainmeer. Ondanks de sluipvaart van de Amerikanen, om de Engelse vloot te verrassen, mislukte dit eigenlijk. 
De Britten ontdekten hen in een ondiepe baai, ten zuiden van het eiland en zetten aanvankelijk de aanval in met hun kanonbeschietingen. 
Rond 11.00 u in de voormiddag, roeide de Britse schoener "HMS Carleton" en sommige andere kanonneerzeilschepen, binnen het vuurbereik van de kanonskogels en musketgeweren van de Amerikanen. De wind belette voorlopig de grotere en dieperliggende Britse schepen tot deelname in het gevecht. Iets later konden ze een breedzijsalvo afvuren die vele slachtoffers maakte onder de kleine Amerikaanse kanonneerboten. 
Rond 17.00 u in de namiddag, toen de Britten zich terugtrokken voor de nacht, maar nog waakzaam bleven, waren al twee van de grotere Amerikaanse schepen verschillende malen ernstig beschadigd en het derde was aan de grond gelopen, brandde en was al verlaten. Die nacht voerde de "USS Boston" mee met de overgebleven schepen van de Amerikaanse vloot, in een sluipvaart, doorheen en voorwaarts, door de Engelse scheepslinies, naar Crown Point in het zuiden. De Engelsen onderschepte echter de "USS Boston", tijdens haar terugtocht, in de vroege ochtend van 12 oktober en brachten haar buiten strijd tijdens de achtervolging.
De "USS Boston", werd zwaar beschadigd en deed ten slotte geen poging meer om de Amerikaanse vloot, in de loop van de morgen van de 13e oktober, te volgen, naar het punt, net onder Split Rock, nabij hun einddoel.
De twee uur durende vluchtpoging werd met als gevolg, een gevecht uitgelokt. Ze werden aan kanten bestookt. Generaal Arnold haalde de "USS Congress" en vier van de overgebleven gondola's binnen Buttonmold Bay, op de oostelijke oever van het meer. Daar liet hij de zeilschepen lossen en uitladen en vernietigde daarna de schepen door ze eigenhandig in brand te steken, om te voorkomen dat ze in Britse handen zou vallen. De "USS Boston" werd volledig vernietigd door het vuur op 13 oktober 1776.

## USS Boston (1776)
- Type: Gondola (Zeilschip met één mast, twee ra's en boegspriet en eventueel geroeid) - United States Navy
- Gebouwd: Skenesborough, (Whitehall) New York in juni-juli 1776
- Naamgeving: Boston, Massachusetts
- Te water gelaten: 1776
- In dienst gesteld: augustus 1776
- Uit dienst gezet: 13 oktober 1776 na Slag bij Valcour Island
- Feit: Eigenhandig in brand gestoken ter voorkoming van inname door de Britten

### Algemene kenmerken
- Type: Gondola-kanonneerboot
- Lengte: 53,9 voet - 16,43 m
- Breedte: ong. 3 m
- Voortstuwing: Gezeild en geroeid (één mast met twee bovenliggende ra's, boegspriet, gaffel-gerigde-zeilschip)
- Bemanning: 45 manschappen

### Bewapening
- 1 x 12-pounder kanon (voorplecht)
- 2 x 9-pounder kanonnen
- 8 x draaibare kanonnen